# 伊瓜蘇矛麗魚
伊瓜蘇矛麗魚，為輻鰭魚綱鱸形目隆頭魚亞目慈鯛科的其中一種，分布於南美洲伊瓜蘇河流域，體長可達14公分，棲息在河川底中層水域，生活習性不明。

## 擴展閱讀
維基物種上的相關：伊瓜蘇矛麗魚